# Maacatiti
I Maacatiti erano gli abitanti del regno arameo di Maaca. Uno dei suoi esponenti era Estemoa, menzionato nella Bibbia in 1 Cronache 4:19. Si ritiene che Abel-Bet-Maaca, città del nord della Palestina, era in questo modo chiamata per la sua vicinanza alla regione abitata dai maacatiti.

## I Maacatiti nella Bibbia
Nella Bibbia, il popolo dei Maacatiti è menzionato 8 volte:
- Deuteronomio 3:14
- 2 Samuele 23:34
- 2 Re 25:23
- 1 Cronache 4:19
- Geremia 40:8
- Giosuè 12:5
- Giosuè 13:11
- Giosuè 13:13